# 陈家乡 (达州市)
陈家乡，是中华人民共和国四川省达州市达川区曾经下辖的一个乡。2019年12月，撤销陈家乡，将其所属行政区域划归罐子镇管辖。

## 行政区划
陈家乡撤销前下辖以下地区：
街道社区、三顶罐村、斑竹村、柏林沟村、跑马坪村、大田坝村、沿溪河村和佛宝村。